# Klub Ołeha Błochina
Klub 100 lub Klub Ołeha Błochina – potoczna nazwa grupy ukraińskich piłkarzy, którzy podczas swojej kariery strzelili minimum sto goli w rozgrywkach Ukraińskiej Premier Ligi, Pucharu Ukrainy, europejskich Pucharów, oficjalnych i towarzyskich meczach narodowej reprezentacji Ukrainy, ZSRR i WNP oraz w Wyższej Ligi ZSRR, Pucharze ZSRR, zagranicznych mistrzostw i pucharów. Ołeh Błochin pierwszy osiągnął ten cel. Oprócz Klubu Ołeha Błochina istnieje również Klub Tymerłana Husejnowa – dla piłkarzy, którzy strzelili minimum 100 goli tylko w rozgrywkach Mistrzostw i Pucharu Ukrainy oraz w meczach reprezentacji Ukrainy.

## Regulamin
1. Prawo przyłączenia się do klubu mają zawodnicy:
- którzy w swojej karierze strzelili na najwyższym poziomie nie mniej niż sto (100) goli.
- są wychowankami ukraińskiej piłki nożnej, którzy grali w klubach Ukraińskiej Premier-lihi lub najwyższej ligi byłego Związku Radzieckiego, ale podczas lub po zakończeniu kariery, otrzymali obywatelstwo innego kraju – Siergiej Andriejew.
- miały ogromny wkład w historię i rozwój piłki nożnej ukraińskich drużyn w najwyższej lidze byłego ZSRR lub Ukraińskiej Premier-lihi, którzy później otrzymali obywatelstwo Ukrainy – Wiktor Kołotow, Witalij Staruchin, Oleg Salenko i Wiktor Leonenko.
- reprezentanci drużyny narodowej Ukrainy.
- piłkarze obcokrajowcy, którzy w klubach ukraińskich strzelili sto i więcej bramek w oficjalnych turniejach na najwyższym poziomie.

2. Dla piłkarzy członków klubu są liczone gole, strzelone w następujących turniejach:
- MU – gole w Ukraińskiej Premier Lidze.
- PU – gole w rozgrywkach Pucharu Ukrainy i Superpucharu Ukrainy.
- EP – gole w rozgrywkach Ligi Mistrzów, Pucharu UEFA, Superpucharu UEFA, Pucharu Zdobywców Pucharu oraz Pucharu Intertoto.
- RU – gole w towarzyskich i oficjalnych meczach narodowej i olimpijskiej reprezentacji Ukrainy, ZSRR i WNP.
- MZ – gole w Wyższej Ligi ZSRR.
- PZ – gole w rozgrywkach Pucharu ZSRR, Pucharu Federacji ZSRR i Superpucharu ZSRR (po znaku „+” dodano również gole w Spartakiadzie Narodów ZSRR 1979 r., zwanymi Małymi mistrzostwami Europy).
- MK – gole w rozgrywkach najwyższych lig Mistrzostw krajów zagranicznych.
- PK – gole w rozgrywkach Pucharu krajów zagranicznych.

## Członkowie klubu
stan na 03.03.2016:
| L.p.  | Imię i nazwisko piłkarza | Razem | MU  | PU | EP | RU | MZ  | PZ   | MK  | PK |
| 1     | Andrij Szewczenko Dynamo Kijów, A.C. Milan, Chelsea F.C. | 374   | 83  | 21 | 67 | 48 | 0   | 0    | 136 | 19 |
| 2     | Ołeh Błochin Dynamo Kijów, Vorwärts Steyr, Aris Limassol | 336   | 0   | 0  | 24 | 44 | 211 | 34+4 | 14  | 3  |
| 3     | Ołeh Protasow Dnipro Dniepropetrowsk, Dynamo Kijów, Olympiakos SFP, Gamba Osaka, Veria FC, Proodeftiki Pireus | 275   | 0   | 0  | 6  | 29 | 125 | 14   | 88  | 13 |
| 4     | Serhij Rebrow Szachtar Donieck, Dynamo Kijów, Tottenham Hotspur, Fenerbahçe SK, West Ham United, Rubin Kazań | 219   | 123 | 20 | 31 | 15 | 2   | 1    | 19  | 8  |
| 5     | Ołeksandr Ponomariow Wuhilnyky Gorłówka, Traktor Stalingrad, Spartak Charków, Torpedo Moskwa, Szachtar Donieck | 184   | 0   | 0  | 0  | 0  | 150 | 34   | 0   | 0  |
| 6     | Maksim Shatskix Sokoł Saratów, Torpedo Wołżski, Łada Togliatti, Gazowik-Gazprom Iżewsk, Baltika Kaliningrad, Dynamo Kijów, Łokomotiw Astana, Arsenał Kijów, Czornomoreć Odessa, Howerła Użhorod                             | 171   | 124 | 24 | 23 | 0  | 0   | 0    | 0   | 0  |
| 7     | Andrij Worobiej Szachtar Donieck, Dnipro Dniepropetrowsk, Arsenał Kijów, Metalist Charków | 152   | 105 | 25 | 13 | 9  | 0   | 0    | 0   | 0  |
| 8     | Iwan Hecko Zakarpattia Użhorod, SKA Karpaty Lwów, Czornomoreć Odessa, Maccabi Hajfa, Lokomotiw-NN Niżny Nowogród, Ałanija Władykaukaz, Dnipro Dniepropetrowsk, Karpaty Lwów, Krywbas Krzywy Róg, Metalist Charków           | 151   | 67  | 7  | 5  | 1  | 14  | 10   | 45  | 2  |
| 9     | Jewhen Sełezniow Szachtar Donieck, Arsenał Kijów, Dnipro Dniepropetrowsk, Kubań Krasnodar | 146   | 110 | 12 | 13 | 11 | 0   | 0    | 0   | 0  |
| 10    | Ihor Niczenko Dynamo Kijów, Podillia Chmielnicki, Metalist Charków, Krystał Chersoń, Krywbas Krzywy Róg, Stadler FC, Ferencvárosi TC, Dunaferr SE, Győri ETO FC                                                             | 141   | 24  | 3  | 1  | 0  | 1   | 0    | 97  | 14 |
| 11-12 | Andrij Jarmołenko Desna Czernihów, Dynamo Kijów | 131   | 76  | 16 | 17 | 22 | 0   | 0    | 0   | 0  |
| 11-12 | Marko Dević FK Zvezdara Belgrad, FK Železnik Belgrad, FK Radnički Belgrad, FK Voždovac, Wołyń Łuck, Metalist Charków, Szachtar Donieck, Rubin Kazań                                                                         | 131   | 90  | 4  | 16 | 7  | 0   | 0    | 11  | 3  |
| 13    | Siergiej Andriejew Zoria Woroszyłowgrad, SKA Rostów nad Donem, Rostsielmasz Rostów nad Donem, Östers IF, Mjällby AIF | 130   | 0   | 0  | 2  | 13 | 82  | 13+5 | 15  | 0  |
| 14    | Luiz Adriano Szachtar Donieck | 128   | 78  | 18 | 32 | 0  | 0   | 0    | 0   | 0  |
| 15    | Ihor Petrow Szachtar Donieck, Beitar Tel Awiw, Maccabi Ironi Aszdod, Metałurh Donieck | 123   | 18  | 4  | 2  | 0  | 52  | 8    | 28  | 11 |
| 16    | Ołeh Sałenko Zenit Leningrad, Dynamo Kijów, CD Logroñés, Valencia CF, Rangers, Istanbulspor, Cordoba CF, Pogoń Szczecin | 120   | 7   | 1  | 7  | 0  | 31  | 17   | 48  | 9  |
| 17    | Wadym Jewtuszenko Zirka Kirowohrad, Dynamo Kijów, Dnipro Dniepropetrowsk, AIK Fotboll, IK Sirius FK | 119   | 0   | 0  | 10 | 1  | 59  | 12   | 30  | 7  |
| 18    | Ołeksandr Palanycia Dnipro Dniepropetrowsk, Krywbas Krzywy Róg, Weres Równe, Karpaty Lwów, LASK Linz, Metalist Charków, Spartak Sumy                                                                                        | 115   | 79  | 22 | 4  | 0  | 0   | 1    | 6   | 3  |
| 19    | Ołeksandr Hajdasz Szachtar Donieck, Nowator Żdanow, Tawrija Symferopol, Sarıyer GK, Tawrija Symferopol, Maccabi Herclijja, Maccabi Jawne, Metałurh Mariupol                                                                 | 114   | 96  | 9  | 0  | 0  | 0   | 4    | 5   | 0  |
| 20    | Hennadij Łytowczenko Dnipro Dniepropetrowsk, Dynamo Kijów, Olympiakos SFP, Nywa-Borysfen Boryspol, Admira-Wacker Wiedeń, AEL Limassol, CSKA-Borysfen Boryspol, Czornomoreć Odessa                                           | 112   | 1   | 0  | 11 | 15 | 56  | 11   | 12  | 6  |
| 21    | Witalij Staruchin Sputnik Mińsk, SKA Odessa, Budiwelnyk Połtawa, Szachtar Donieck | 110   | 0   | 0  | 3  | 0  | 84  | 23   | 0   | 0  |
| 22    | Wiktor Kołotow Czajka Zielonodolsk, Trudowyje Riezierwy Kazań, Rubin Kazań, Dynamo Kijów | 109   | 0   | 0  | 8  | 22 | 62  | 14+3 | 0   | 0  |
| 23    | Wiktor Łeonenko Geolog Tiumeń, Dinamo Moskwa, Szachtar Donieck, CSKA Kijów, Zakarpattia Użhorod | 108   | 67  | 12 | 9  | 6  | 9   | 0    | 5   | 0  |
| 24-25 | Ołeh Husiew Frunzeneć-Liha-99 Sumy, Borysfen Boryspol, Arsenał Kijów, Dynamo Kijów | 107   | 54  | 18 | 22 | 13 | 0   | 0    | 0   | 0  |
| 24-25 | Rusłan Lubarski CSK ZSU Kijów, Chemlon Humenné, Sparta Praga, FC Košice, Maccabi Netanja, Metałurh Zaporoże, MFK Zemplín Michalovce                                                                                         | 107   | 4   | 3  | 7  | 0  | 0   | 0    | 79  | 14 |
| 26-28 | Łeonid Buriak Czornomoreć Odessa, Dynamo Kijów, Torpedo Moskwa, Metalist Charków, Kemin Pallotoverit-85, Vantaan Pallo-70                                                                                                   | 106   | 0   | 0  | 14 | 11 | 63  | 16+2 | 0   | 0  |
| 26-28 | Serhij Mizin Dynamo Kijów, CSKA Kijów, Czornomoreć Odessa, Dnipro Dniepropetrowsk, Karpaty Lwów, Krywbas Krzywy Róg, Metalist Charków, Arsenał Kijów                                                                        | 106   | 90  | 14 | 2  | 0  | 0   | 0    | 0   | 0  |
| 26-28 | Mykoła Kudrycki Kołos Nikopol, Krywbas Krzywy Róg, Dnipro Dniepropetrowsk, Bene Jehuda Tel Awiw | 106   | 0   | 0  | 2  | 0  | 29  | 12   | 51  | 12 |
| 29-31 | Wiktor Hraczow Dzerżyneć Dzierżyńsk, Spartak Orzeł, Kolhozçi Aszchabad, Torpedo Moskwa, Szachtar Donieck, Spartak Moskwa, DVSC Debreczyn, Budapesti Vasutas                                                                 | 105   | 0   | 3  | 5  | 1  | 66  | 11   | 19  | 0  |
| 29-31 | Mychajło Sokołowski Awanhard Kramatorsk, SKA Kijów, SK Czernihów, Metałurh Zaporoże, Szachtar Donieck, Krystał Chersoń | 105   | 0   | 0  | 5  | 0  | 87  | 13   | 0   | 0  |
| 29-31 | Ołeksandr Zawarow Zoria Ługańsk, SKA Rostów nad Donem, Dynamo Kijów, Juventus F.C., AS Nancy, CO Saint-Dizier | 105   | 0   | 0  | 8  | 6  | 56  | 11   | 17  | 7  |
| 32    | Tymerłan Husejnow Zoria Łuhańsk, SKA Kijów, CSKA Moskwa, Metałurh Zaporoże, Zoria-MAŁS Ługańsk, Czornomoreć Odessa, Spartak Sumy                                                                                            | 104   | 85  | 8  | 2  | 8  | 1   | 0    | 0   | 0  |
| 33    | Ołeksandr Kosyrin Wiktor Zaporoże, Torpedo Zaporoże, Dynamo Kijów, FK Czerkasy, Maccabi Tel Awiw, CSKA Kijów, Arsenał Kijów, Czornomoreć Odessa, Metałurh Donieck, Dnister Owidiopol/FK Odessa, Howerła-Zakarpattia Użhorod | 103   | 84  | 13 | 2  | 0  | 0   | 0    | 4   | 0  |
| 34    | Ołeh Jaszczuk FK Lwów, Krystał Czortków, Nywa Tarnopol, RSC Anderlecht, PAE Ergotelis, Cercle Brugge, KVC Westerlo | 102   | 10  | 0  | 4  | 0  | 0   | 0    | 79  | 9  |
| 35-37 | Serhij Nazarenko Dnipro Dniepropetrowsk, Tawrija Symferopol, Czornomoreć Odessa, Metalist Charków | 100   | 73  | 7  | 8  | 12 | 0   | 0    | 0   | 0  |
| 35-37 | Artem Miłewski Borysfen-2 Boryspol, Dynamo Kijów, Gaziantepspor, Hajduk Split, RNK Split, Concordia Chiajna | 100   | 57  | 14 | 16 | 8  | 0   | 0    | 4   | 1  |
| 35-37 | Ołeksandr Hładky Metalist Charków, FK Charków, Szachtar Donieck, Dnipro Dniepropetrowsk, Karpaty Lwów | 100   | 76  | 15 | 8  | 1  | 0   | 0    | 0   | 0  |

* przy jednakowej ilości bramek, wyżej piłkarz który strzelił więcej goli najpierw w mistrzostwach ZSRR, a potem Ukrainy.
* Czcionką pogrubioną zaznaczone piłkarze, którzy nadal grają
* Przekreśleniem zaznaczone kluby, w których nie zalicza się bramki
A oto najbliżsi kandydaci do Klubu Ołeha Błochina:
- Ołeksandr Pyszczur – 87 goli.
- Andrij Woronin – 94 goli.
- Ołeksandr Kowpak – 79 goli.
- Serhij Kuznecow – 77 goli.